# Walid Tiboutine
 (janvier 2020).
Si vous disposez d'ouvrages ou d'articles de référence ou si vous connaissez des sites web de qualité traitant du thème abordé ici, merci de compléter l'article en donnant les références utiles à sa vérifiabilité et en les liant à la section « Notes et références ».
Walid Tiboutine (en arabe : وليد تيبوتين), né le 28 février 1991 à Beni Messous dans la wilaya d'Alger, est un footballeur algérien qui joue au poste d'arrière droit.

## Palmarès
- Vice-champion d'Algérie en 2016 et 2018 avec la JS Saoura.